# Франц Вестовен
Франц Вестовен (на немски: Franz Westhoven) е немски офицер служил по време на Първата и Втората световна война.

## Биография

### Ранен живот и Първа световна война (1914 – 1918)
Франц Вестовен е роден на 7 декември 1894 г. в Лудвигсхафен, Германска империя. През 1913 г. постъпва в армията като офицерски кадет. През следващата година е произведен в лейтенант и е зачислен към стрелкови полк. Участва в Първата световна война и след нея се присъединява към Райхсвера.

### Втора световна война (1939 – 1945)
Между 1934 и 1940 г. е част от отдела отговорен за „Армейския персонал“ (Army Personnel Office). На 1 януари 1941 г. му е поверено командването на 1-ви стрелкови полк, а на 1 февруари 1942 г. на 3-та танково-гренадирска бригада. На 1 октомври 1942 г. получава първото си назначение в танкова формация – 3-та танкова дивизия. Губи командването на дивизията след като е ранен на 20 октомври 1943 г. На 1 февруари 1944 г. е прикрепен към танкова група „Запад“, между 8 март и 8 май командва 21-ва танкова дивизия, а на 7 август същата година е прикрепен към главния инспекторат на танковите войски. На 1 февруари 1945 г. оглавява ръководството на училище за танкови войски. Умира на 9 октомври 1983 г.

## Военна декорация
| - Германски орден „Железен кръст“ (?) – II (?) и I степен (?) - Германски орден „Кръст на честта“ (?) - Германски орден „Железен кръст“ (1940, повторно) – II (17 юни 1940) и I степен (30 юли 1940) | - Германски медал „За зимна кампания на изтока 1941/42 г.“ (?) - Германски кръст (1942) – златен (9 юли 1942) - Рицарски кръст (25 октомври 1943) |